# آنهای
آنهای (به لاتین: Anhai) یک شهرک در جمهوری خلق چین است که در جینجیانگ واقع شده‌است.